# Ібрагім Маза
Ібрагім Маза (нім. Ibrahim Maza, нар. 24 листопада 2005, Берлін, Німеччина) — німецький футболіст алжирсько-в'єтнамського походження, нападник берлінської «Герти».

## Ігрова кар'єра

### Клубна
Ібрагім Маза з 2018 року є гравцем молодіжної команди столичної «Герти». У 2022 році нападник був переведений до резервного складу команди. У квітні 2023 року маза підписав з «Гертою» професійний контракт до 2026 року.
Свою першу гру на вищому рівні футболіст провів 30 квітня 2023 року, коли вийшов на заміну у матчі проти «Баварії». У своєму другому матчі Маза відмітився забитим голом у ворота «Вольфсбурга».

### Збірна
Маючи алжирсько-в'єтнамське коріння, у 2022 році Ібрагім Маза почав свої виступи у складі юнацької збірної Німеччини (U-18).